# Svartåstjärnen (Lidens socken, Medelpad)
Svartåstjärnen är en sjö i Sundsvalls kommun i Medelpad och ingår i Indalsälvens huvudavrinningsområde.